# John Edmund Strandberg
Pour les articles homonymes, voir Strandberg.
John Edmund Strandberg (16 novembre 1911 à Brännkyrka, comté de Stockholm en Suède - 25 août 1996 au Canada), est un peintre canadien d'origine suédoise.

## Biographie
Né Johan Edmund Strandberg, il est le fils de Richard Gustaf Karlsson Strandberg et de Ingrid Johansson.  Enfant, il s'adonnait déjà à la peinture.
En 1930, il obtint sa maîtrise en ébénisterie. 
Lorsqu'éclate la Seconde Guerre mondiale, il se joint à l'armée finlandaise.  
Dans l'après-guerre, il entreprend des études artistiques à Stockholm, sous la supervision de différents artistes.
En 1951, il débarque au Canada avec son épouse Éva Forsberg et leurs deux filles, Inger et Marianne.  La famille s'installe à Toronto.  
Au Canada, il anglicise son prénom de Johan à John, pratique courante parmi les immigrants de l'époque. Il se joint à l'Art Guild of York-Scarborough et poursuit sa formation artistique sous la supervision des artistes Thomas Frederick Haig Chatfield (1921-1999) et Arnold Benjamin Hodgkins (1911-1989) ,.

## Son art
John Strandberg est un peintre paysagiste de plein air. Il exécute ses toiles à l'aide d'un couteau à peindre de sa propre conception. La nature canadienne constitue sa source d’inspiration. Il a cependant produit quelques bouquets et même de rares portraits.
Il effectue des tournées solos au Canada, aux États-Unis et en Europe et participe à plusieurs expositions artistiques telles que le World of Arts and Crafts, le  United Artists, le Artists Touring Association.  Il a même vécu aux ÉU durant quelques années.

## Signature
Il signait ses toiles J Strandberg et ajoutait parfois le logo du Art Guild of York-Scarborough avec les initiales J S à l'endos de certaines d'entre elles.

## Collections
Les œuvres de John Edmund Strandberg se trouvent dans plusieurs collections publiques telles que celle du Musée des beaux-arts de la Nouvelle-Écosse, dans différentes galeries d'art, dans des banques, des compagnies d'assurances, des sociétés fiduciaires ainsi que dans des collections privées.